# Gewilipitiya Town
Gewilipitiya Town är en administrativ by i Sri Lanka.   Den ligger i provinsen Sabaragamuwa, i den centrala delen av landet, 70 km öster om huvudstaden Colombo.